# Ligne 38A (Infrabel)
Pour les articles homonymes, voir Ligne 38.
La Ligne 38A est une ancienne ligne de chemin de fer en Belgique, désormais fermée et en grande partie remblayée. Mise en service par la Compagnie des chemins de fer des Plateaux de Herve, elle traverse le Pays de Herve et reliait autrefois Battice (sur la ligne 38) à Verviers sur la ligne 37. Une partie du tracé est désormais invisible car utilisé par l'autoroute A27 / E42.

## Histoire

### Ouverture
Dans les années 1860, la région de Herve et des trois frontières ne possède pas encore sa propre desserte ferroviaire. À cette époque, une part importante du réseau ferroviaire belge est construite par des compagnies privées. Le secteur privé voyait justement des possibilités d’exploitation rentable dans la région et plusieurs projets sont proposés mais refusés. Une première concession est accordée en 1869 à la Compagnie des chemins de fer des Plateaux de Herve pour une ligne entre Chênée et Verviers via Battice qui doit transporter les voyageurs de cette région peuplée et évacuer la production de quelques charbonnages locaux. Cette ligne continuant vers Verviers éviterait cependant la région d'Aubel et son marché aux grains et ne ralierait pas Plombières et ses gisements de métaux.
En 1873, alors que les travaux sont fort avancés, est décidée la création d’une ligne reliant Liège à l’Allemagne via le plateau de Herve passant par Plombières qui est déjà reliée au chemin de fer mais via un itinéraire moins direct. La ligne atteint Battice en 1875 et doit être prolongée vers Aubel, qui sera atteint en 1881. La section d'Aubel à Plombières ne sera pas réalisée avant 1895.
Pendant ce temps, la section Verviers - Battice visant à faire déboucher le trafic du plateau de Herve à Verviers est mise en chantier. Elle représente un défi de taille en raison de la très importante déclivité (150 m) sur une distance très courte d’une dizaine de kilomètres. 
La pente varie entre 17 et 20 pour mille, faisant de cette ligne l'une des plus escarpées du réseau. En outre, il faut construire cinq viaducs, de nombreux ponts et remblais ou sections à flanc de coteau ainsi que deux gares sur des sections dépourvues de pente pour des raisons de sécurité. Inaugurée le 5 août 1879, la ligne et ses ouvrages sont tous prévus pour la double voie qui ne sera jamais installée.

### XXe siècle
Bien qu’elle fût fort profitable au reste de la ligne 38, l’ouverture de la dernière section de la ligne 38 entre Aubel et Plombières en 1895 porte un coup très dur à la ligne 38A qui perd désormais une bonne partie de son trafic de transit et cette situation est encore accrue avec la construction de la ligne 24 par l’occupant allemand et de ses raccordements avec les lignes 38 et 39.
Au lendemain de la guerre, les lignes changent de dénomination et une continuité est établie en regroupant les lignes Chênée - Battice et Battice - Plombières sous l'appellation de ligne 38. La section Battice - Verviers devient, elle une ligne séparée.
Dans les années 1930, une ligne d’autobus concurrente à la ligne 38A est mise en place entre Verviers et Herve. Le Tramway de Verviers qui desservait Dison retire également au train ses passagers sur la section la plus fréquentée. Conséquence, le nombre d'allers-retours quotidiens qui était de six trains passe à trois début 1940.

### Seconde guerre mondiale
Au déclenchement des hostilités, la partie de la ligne qui passe sur les emprises du fort de Battice est fermée et le Tunnel de la Croix Polinard est dynamité par l’armée belge afin d'en interdire l'accès aux troupes allemandes.
La ligne ne sera pas reconstruite en raison de son manque d’importance ; les vestiges du tunnel étant comblés pour reconstruire la route qui passait au dessus.

### L’après-Guerre
Le service des voyageurs ne reprend pas au lendemain du conflit et le tronçon Dison - Chaîneux (en aval du tunnel détruit) ferme faute de client. En revanche, l’usine de déchets textiles 'déchets de Verviers', qui possédait un raccordement près de Dison, justifie la reprise du trafic marchandises sur cette section qui sera rebaptisée Ligne 37A. Cette exploitation prend fin en 1961 et la ligne est déferrée l’année suivante.
En effet, l’autoroute A27-E42 doit desservir Verviers et la descente, très accidentée entre l’échangeur de Battice et Verviers va nécessiter de nombreuses expropriations. Le site de l’ancienne voie ferrée, moins loti, sera en grande partie détruit (viaducs dynamités, sections excavées ou ensevelies sous les talus, tunnels comblés, gares démolies, etc.). La quasi-totalité des infrastructures est démolie, y compris des ponts et tunnels qui ne se trouvaient pas directement dans le chemin des nouvelles routes à construire. La gare de Dison, d'abord utilisée par l'administration communale, est remplacée par une maison de retraite. Très peu de vestiges de cette ligne subsistent.